# Svetlana Uliánova
Svetlana Uliánova –en ruso, Светлана Ульянова– (29 de agosto de 1979) es una deportista rusa que compitió en halterofilia. Ganó seis medallas en el Campeonato Europeo de Halterofilia entre los años 2002 y 2007.

## Palmarés internacional
| Campeonato Europeo | Campeonato Europeo     | Campeonato Europeo | Campeonato Europeo |
| Año                | Lugar                  | Medalla            | Categoría          |
| ------------------ | ---------------------- | ------------------ | ------------------ |
| 2002               | Antalya (Turquía)      | Medalla de plata   | 48 kg              |
| 2003               | Lutraki (Grecia)       | Medalla de oro     | 48 kg              |
| 2004               | Kiev (Ucrania)         | Medalla de plata   | 48 kg              |
| 2005               | Sofía (Bulgaria)       | Medalla de oro     | 48 kg              |
| 2006               | Władysławowo (Polonia) | Medalla de plata   | 48 kg              |
| 2007               | Estrasburgo (Francia)  | Medalla de bronce  | 53 kg              |